# Rolls-Royce Trent 800
Rolls-Royce Trent 800 là một động cơ phản lực cao được sản xuất bởi Rolls-Royce plc,là một trong những động cơ cho các máy bay Boeing 777.Ra mắt vào tháng 9 năm 1991, Rolls-Royce Trent 800 ra mắt lần đầu tiên vào tháng 9 năm 1993, được cấp chứng nhận EASA vào ngày 27 tháng 1 năm 1995 và được đưa vào sử dụng vào năm 1996. Thị phần của Rolls-Royce Trent 800 là 40%, trước cả PW4000 và GE90 cạnh tranh,và Boeing 777 cuối cùng được hỗ trợ bởi Rolls-Royce Trent đã được giao vào năm 2010.Chiếc 800 có cấu trúc ba trục của gia đình Trent,với quạt 280 cm (110 in). Với tỷ lệ bỏ qua 6,4: 1 và tỷ lệ áp suất chung đạt 40,7: 1, nó tạo ra lực đẩy lên tới 413,4 kN (92.940 lbf).